# هاولیتشکووا بورووا
هاولیتشکووا بورووا (به چکی: Havlíčkova Borová) یک منطقهٔ مسکونی در جمهوری چک است که در ناحیه هاولیتشکوف برود واقع شده‌است. هاولیتشکووا بورووا ۲۲٫۷۹ کیلومتر مربع مساحت و ۹۸۵ نفر جمعیت دارد و ۵۸۶ متر بالاتر از سطح دریا واقع شده‌است.